# Surnoms des équipes nationales belges
 (janvier 2014).
Si vous disposez d'ouvrages ou d'articles de référence ou si vous connaissez des sites web de qualité traitant du thème abordé ici, merci de compléter l'article en donnant les références utiles à sa vérifiabilité et en les liant à la section « Notes et références ».
Les équipes nationales belges possèdent souvent un surnom, renforçant l'identité de l'équipe. Pour la plupart, le surnom a un rapport avec la couleur rouge, couleur nationale. 
| Sport                            | Surnom               | Traduction                      |
| -------------------------------- | -------------------- | ------------------------------- |
| 4 × 400 mètres masculin          | Belgian Tornados     | Les Tornades belges             |
| 4 × 400 mètres féminin           | Belgian Cheetahs     | Les Guépards belges             |
| 4 x 400 mètres mixte             |                      |                                 |
| baseball                         | Red Hawks            | Les Faucons rouges              |
| basket-ball masculin             | Belgian Lions        | Les Lions belges                |
| basket-ball féminin              | Belgian Cats         | Les Chattes belges              |
| biathlon                         | Belgian Lynxes       | Les Lynxs belges                |
| bobsleigh                        | Belgian Bullets      | Les Balles (projectiles) belges |
| cyclisme sur route               | Blue Birds           | Les Oiseaux bleus               |
| échecs féminins                  | Red Unicorns         | Les Licornes rouges             |
| football masculin                | Red Devils           | Les Diables rouges              |
| football féminin                 | Red Flames           | Les Flammes rouges              |
| football américain               | Belgian Barbarians   | Les Barbares belges             |
| beach soccer                     | Les Sables rouges    | /                               |
| handball masculin                | Red Wolves           | Les Loups rouges                |
| handball féminin                 | Black Arrows         | Les Flèches noires              |
| hockey en salle masculin         | Les Lions            | /                               |
| hockey en salle féminin          | Black Flames         | Les Flammes noires              |
| hockey subaquatique masculin     | Red Piranhas         | Les Piranhas rouges             |
| hockey subaquatique féminin      | Red Mermaids         | Les Sirènes rouges              |
| hockey sur gazon masculin        | Red Lions            | Les Lions rouges                |
| hockey sur gazon féminin         | Red Panthers         | Les Panthères rouges            |
| hockey sur glace masculin        | Belgian Silver Foxes | Les Renards argentés belges     |
| hockey sur glace féminin         | Belgian Blades       | Les Lames belges                |
| kayak-polo                       | Red Torpedoes        | Les Torpilles rouges            |
| korfbal                          | Belgian Diamonds     | Les Diamants belges             |
| motocross                        | Red Knights          | Les Chevaliers rouges           |
| Quadball                         | Gryffins             | Griffons belges                 |
| rugby à sept                     | Black Devils         | Les Diables noirs               |
| rugby à XV masculin              | Black Devils         | Les Diables noirs               |
| rugby à XV féminin               | Les Lionnes          | /                               |
| Tir à l'arc                      | Yellow Arrows        | Les Flèches jaunes              |
| triathlon en relais mixte        | Belgian Hammers      | Les Marteaux belges             |
| ultimate frisbee masculin        | Red Turtles          | Les Tortues rouges              |
| volley-ball masculin             | Red Dragons          | Les Dragons rouges              |
| volley-ball féminin              | Yellow Tigers        | Les Tigres jaunes               |
| cécifoot (Five-a-side)           | Belgian Blind Devils | Les Diables belges aveugles     |
| Équipe de Belgique de pâtisserie | Pastry Lions,        | Les Lions en pâtisserie         |